# Referéndum sobre el uso de la energía nuclear en Bulgaria de 2013
El referéndum sobre el uso de la energía nuclear en Bulgaria de 2013 se llevó a cabo el 27 de enero de 2013, y se refería específicamente al problema derivado de la construcción de la segunda planta nuclear en la ciudad de Belene.

## Antecedentes
En 2005, la empresa rusa Atomstroyexport ganó la licitación para la construcción de una central nuclear a 3 km de la ciudad de Belene ubicada en la provincia de Pleven. En 2007, los inspectores europeos encontraron que el proyecto ruso cumplía con todas las especificaciones modernas. El 18 de enero de 2008, las partes firmaron un acuerdo para la construcción de la central nuclear.
La consulta fue iniciada a partir de la petición que hiciese el Partido Socialista Búlgaro que recabó 770,000 firmas de las 500,000 necesarias para que se llevara a efecto el referéndum.

## Electorado
El número de electores es de 6.949.120 ciudadanos inscritos.

## Campaña
Para que la consulta sea válida, la participación tendrá que ser por lo menos igual a la de las últimas elecciones legislativas de junio de 2009, en las que votaron 4,35 millones de personas de un total de 6,9 millones de electores inscritos en las listas. Sin embargo, si por lo menos el 20% de los electores votan, y, más de la mitad lo hace a favor del proyecto, el parlamento tiene la obligación de examinar el asunto en un plazo de tres meses. De todas formas, el gobierno conservador del primer ministro Boiko Borisov, que hace campaña por el “no”, tiene mayoría en el parlamento. En este contexto, la pregunta: “¿Debe Bulgaria desarrollar su energía nuclear edificando una nueva central atómica?” se ha interpretado de diversas maneras, lo que podría provocar la indecisión de los electores. Según un sondeo reciente, el 64% de los electores no piensan votar porque consideran que no tienen suficiente información sobre el tema. Sin embargo, de los ciudadanos que votarían, un 62.5% está a favor de la construcción, mientras que un 37.5% se ha expresado en contra de la energía nuclear.

## Resultados
Aun cuando el referéndum tuvo una mayor cantidad de votos afirmativos en las 31 divisiones electorales, la participación no superó el 60 % requerido, por lo que el referéndum no es vinculante.
El No obtuvo la única victoria, en el voto de los diplomáticos acreditados en el extranjero, donde el Sí logró un 47.24%, el No un 50.81% y los votos nulos fueron sólo un 1.95%.
| Incluye el voto de los diplomáticos acreditados en el extranjero | Incluye el voto de los diplomáticos acreditados en el extranjero | Incluye el voto de los diplomáticos acreditados en el extranjero |
| Elección                                                         | Votos                                                            | %                                                                |
| ---------------------------------------------------------------- | ---------------------------------------------------------------- | ---------------------------------------------------------------- |
| Sí                                                               | 851 757                                                          | 60.60                                                            |
| No                                                               | 533 526                                                          | 37.96                                                            |
| Votos nulos                                                      | 20 180                                                           | 1.44                                                             |
| Votación total                                                   | 1 405 463                                                        | 100.00                                                           |
| Padrón electoral                                                 | 6 949 120                                                        | 20.23                                                            |
| Fuente: Централна избирателна комисия (Definitivos)              |                                                                  |                                                                  |

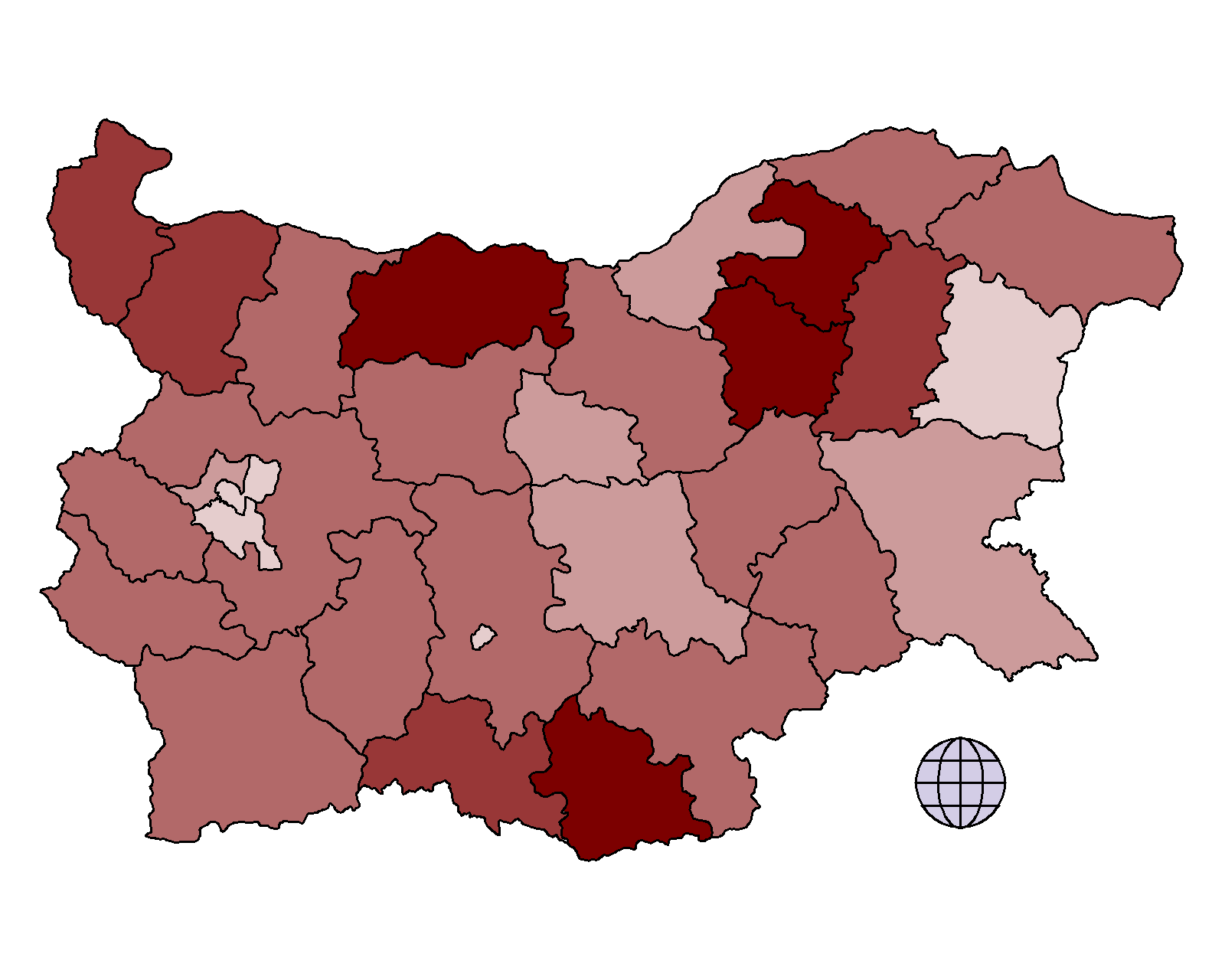
Intencionalidad de los resultados por Provincia:
Más del 70% "Sí"
65-70% "Sí"
60-65% "Sí"
55-60% "Sí"
50-55% "Sí"
45-50% "Sí"

La decisión deberá ser enviado a la Asamblea Nacional de Bulgaria después de su entrada en vigor. La decisión puede ser recurrida ante el Tribunal Supremo de Bulgaria por la Comisión Central de Elecciones dentro de los siete días siguientes a su anuncio.